# Конякин, Александр Фёдорович
Александр Фёдорович Конякин (1915—1944) — капитан Рабоче-крестьянской Красной Армии, участник Великой Отечественной войны, Герой Советского Союза (1944).

## Биография
Александр Конякин родился 28 августа 1915 года в селе Грушковка (ныне — Каменский район Черкасской области Украины). После окончания техникума пищевой промышленности работал на сахарном заводе в посёлке Красная Яруга Белгородской области. В 1939 году Конякин был призван на службу в Рабоче-крестьянскую Красную Армию. Окончил курсы младших лейтенантов. С 1942 года — на фронтах Великой Отечественной войны. Принимал участие в боях на Калининском, Сталинградском, Центральном, 1-м Украинском фронтах. Участвовал в Сталинградской и Курской битвах, битве за Днепр.
К февралю 1944 года капитан Александр Конякин командовал батальоном 271-го стрелкового полка 181-й стрелковой дивизии 13-й армии 1-го Украинского фронта. Отличился во время Проскуровско-Черновицкой операции. 22 февраля 1944 года батальон Конякина отразил 12 вражеских контратак на плацдарме на западном берегу реки Стырь в Волынской области Украинской ССР, уничтожив около 600 вражеских солдат и офицеров. 9 марта 1944 года батальон перерезал дорогу Ковель — Луцк в районе села Сырники и принял бой с превосходящими силами противника, уничтожив 350 его солдат и офицеров. В том бою Конякин получил смертельное ранение. Умер 9 марта 1944 года в 110-м медико-санитарном батальоне. Похоронен на Мемориале Вечной Славы в Луцке.
Указом Президиума Верховного Совета СССР от 25 августа 1944 года за «мужество, отвагу и героизм, проявленные в борьбе с немецкими захватчиками», капитан Александр Конякин посмертно был удостоен высокого звания Героя Советского Союза. Также был награждён орденами Ленина и Отечественной войны 2-й степени.
Бюст Конякина установлен в Красной Яруге. В его честь названа улица в Луцке, Сырниках, Грушковке.